# Jonathan Géry
Jonathan Géry, né le 12 octobre 1986 à Aubenas, est un policier et un homme politique français, membre du Rassemblement national (RN). Il est élu député dans la huitième circonscription du Rhône en juillet 2024.

## Biographie
Ancien gendarme, Jonathan Géry intègre la police municipale d'Ambilly en 2016.
Jonathan Géry est élu député lors des élections législatives anticipées de juillet 2024 avec 37,90 % des voix dans la 8e circonscription du Rhône où il est opposé au second tour à la députée sortante Nathalie Serre (LR) qui obtient 31,74 % des voix et à la candidate NFP Anne Reymbaut qui termine troisième avec 30,30 % des voix,,.
Il s'oppose au développement des éoliennes, affirmant que « c'est moche, c'est laid et cela ne sert à rien ».

## Détail des fonctions et mandats

### Mandats électifs
- À partir du 18 juillet 2024 : député de la 8e circonscription du Rhône